# Damià Caldes
Damià Caldes (?) fou un prevere català.
El 27 de juliol de 1604 acceptà el càrrec de mestre de cant a la Catedral de Girona, succeint-hi Sebastià Fuster, fins al 1611 quan renuncià a favor de Pere Font.
Fou prevere i vicari perpetu de Santa Maria del Mar de Barcelona, càrrec que exercí fins al dissabte 26 de juny de 1625 quan presentà la dimissió del seu càrrec a favor de Pere Masmitjà, del qual era procurador.
Va ser beneficiat de la col·legiata de Sant Feliu de Girona i procurador de la causa pia fundada per Francesc Albanell.